# دستور الجزائر 1963
دستور 1963 هو أول دستور للجزائر المستقلة حديثًا، أُصدر في 08 سبتمبر 1963.

## الإصدار
أمر الرئيس الجزائري آنذاك أحمد بن بلة المكتب السياسي لمناقشة وتقويم مشروع دستور في يوليو 1963،(1) وعرضه على المجلس التأسيسي للتصويت عليه، ثم عُرض للاستفتاء الشعبي في سبتمبر 1963، وأُصدر في 08 سبتمبر 1963، فرغم أن المشرع الجزائري أخذ بالطريقة الديمقراطية (الجمعية التأسيسية والاستفتاء) إلا أن هذه الطريقة يشوبها العديد من المخالفات، كمناقشة الدستور على المستوى الحزبي، مما تبعه سلسلة من الاستقالات على مستوى المجلس التأسيسي (فرحات عباس، حسين آيت أحمد…).[وفقًا لِمَن؟]

## المضمون
كان دستور برنامج، أي الدستور الذي يغلب عليه الطابع الإيديولوجي على الجانب القانوني، ويعرف في الأنظمة الاشتراكية، فالدستور في هذه الحالة يكرس الاشتراكية ويحددها هدفا ينبغي تحقيقه، كما يحدد وسائل تحقيقها ويكرس أيضا هيمنة الحزب الحاكم، ومع ذلك كله فإنه يتناول الجوانب القانونية المتعلقة بتنظيم السلطة، كما يبين حقوق وحريات الأفراد ومجالاتها.[وفقًا لِمَن؟]
بالرجوع إلى دستور 1963 ، نجد أن المادة 63 منه تنص على ما يلي: «يتألف المجلس الدستوري من الرئيس الأول للمحكمة العليا ورئيس الغرفتين المدنية والإدارية في المحكمة العليا، وثلاث نواب يعينهم المجلس الوطني الشعبي وعضو يعينه رئيس الجمهورية»”. غير أن هذا المجلس لم يُشكل ليمارس نشاطه، وذلك نظرا لما عرفته الجزائر آنذاك من أحداث وعدم الاستقرار، حيث أن الصراع من أجل السلطة كان على أشده، مما لم يسمح بتشكيل هذا المجلس، وما ينبغي معرفته من خلال نص المادة السالفة الذكر، هو طريقة التشكيل العضوي لهذا المجلس، حيث يُلاحظ أنه مزيج بين رجال السياسة ورجال القانون، أي أن المجلس الدستوري الجزائري آنذاك، كان ذا طبيعة مختلطة قضائية وسياسية، تضم رجالا تابعين لسلك القضاء وأعضاء آخرين بالتمثيل السياسي.
يركز الدستور لسلطات في شخص رئيس الدولة.

## التجميد
بعد الانقلاب الذي عرفته الجزائر في 19 يونيو 1965، والذي أطلق عليه اسم التصحيح الثوري، جُمد الدستور فور استيلاء الثورة على السلطة وحل محله أمر: 10 يوليو 1965،

## الهوامش
- 1: كان بحكم اتفاقيات ايفيان أن وضع دستور 1963 كان من اختصاصات المجلس التأسيسي المنشئ

## روبط خارجية
- دستور 1963 من موقع الوزير الأول